# Aydıngün, Arpaçay
Aydıngün là một xã thuộc huyện Arpaçay, tỉnh Kars, Thổ Nhĩ Kỳ. Dân số thời điểm năm 2010 là 413 người.